# Несколько любовных историй
«Несколько любовных историй» — украинская эротическая кинокомедия Андрея Бенкендорфа, вышедшая в 1994 году.

## Сюжет
По мотивам новелл Джованни Боккаччо, Франческо Граццини-Ласка, Аньоло Фиренцолы.
Новелла Боккаччо (Декамерон, VII день, 2-я новелла): муж возвращается домой, и любовник жены прячется в бочке, которую муж хотел продать за пять золотых. Жена говорит мужу, что только что продала бочку за семь золотых, а покупатель забрался в неё, чтобы осмотреть. Любовник поддержал её выдумку и сказал, что купит бочку, если её вымоют изнутри. Муж полез в бочку, а любовник с его женой воспользовались этим для любовных утех.
Декамерон, III день, 1-я новелла: «Мазетто из Лампореккио, прикинувшись немым, поступает садовником в обитель монахинь, которые все соревнуют сойтись с ним».

## В ролях
- Армен Джигарханян — Эгано
- Георгий Вицин — Форнари
- Руслана Писанко — Мея
- Ольга Сумская — Беатриче
- Александр Гетманский — Нутто
- Виктор Сарайкин — Мазетто
- Олег Масленников — Аникино
- Николай Баклан — Фульвио
- Борис Романов — муж Меи
- Елена Затолокина — Джулия
- Валерий Чигляев — Джаньялло
- Лариса Недин — аббатиса
- Наум Норец — эпизод
- Ольга Когут — эпизод
- Наталья Корецкая — эпизод
- Сергей Оникиенко — эпизод

## Создатели
- Режиссёр-постановщик: Андрей Бенкендорф
- Оператор: Владимир Белощук
- Комбинированные съёмки: Валерий Осадчий
- Художник-постановщик: Евгения Лисецкая
- Композитор: Шандор Каллош
- Звукооператор: Наталья Домбругова
- Постановщик трюков: Сергей Головкин

## Критика
…философии никакой ренессансной в этом фильме нет. Однако же костюмы и мордочки очень хороши. И пейзажи… Фильм вообще нарядный, красивый, в меру сексуальный…— Иванова В. газета «Культура», 1994 год